# Maschinen- und Armaturenfabrik vormals C. Louis Strube

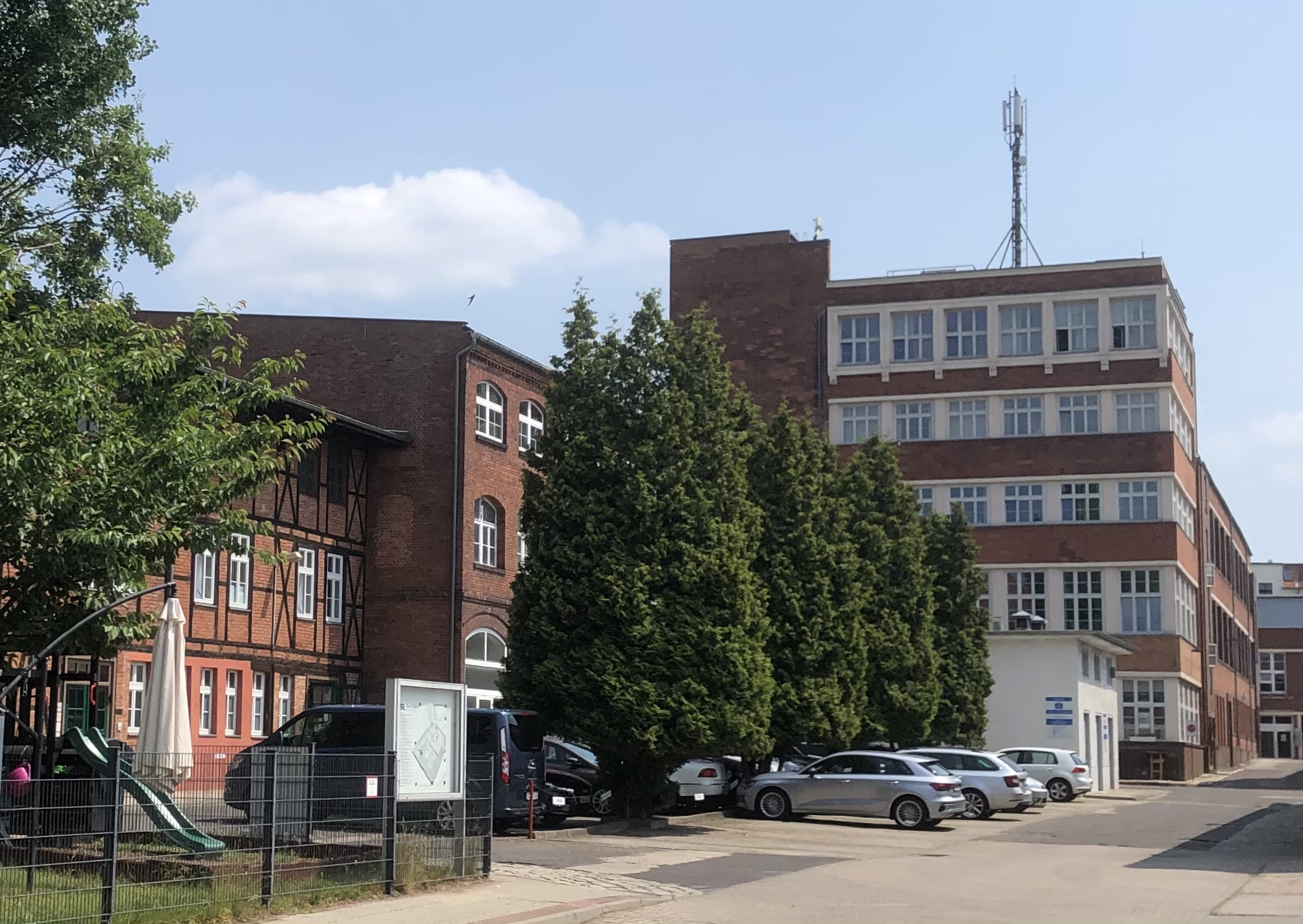
Blick auf das Betriebsgelände, 2021

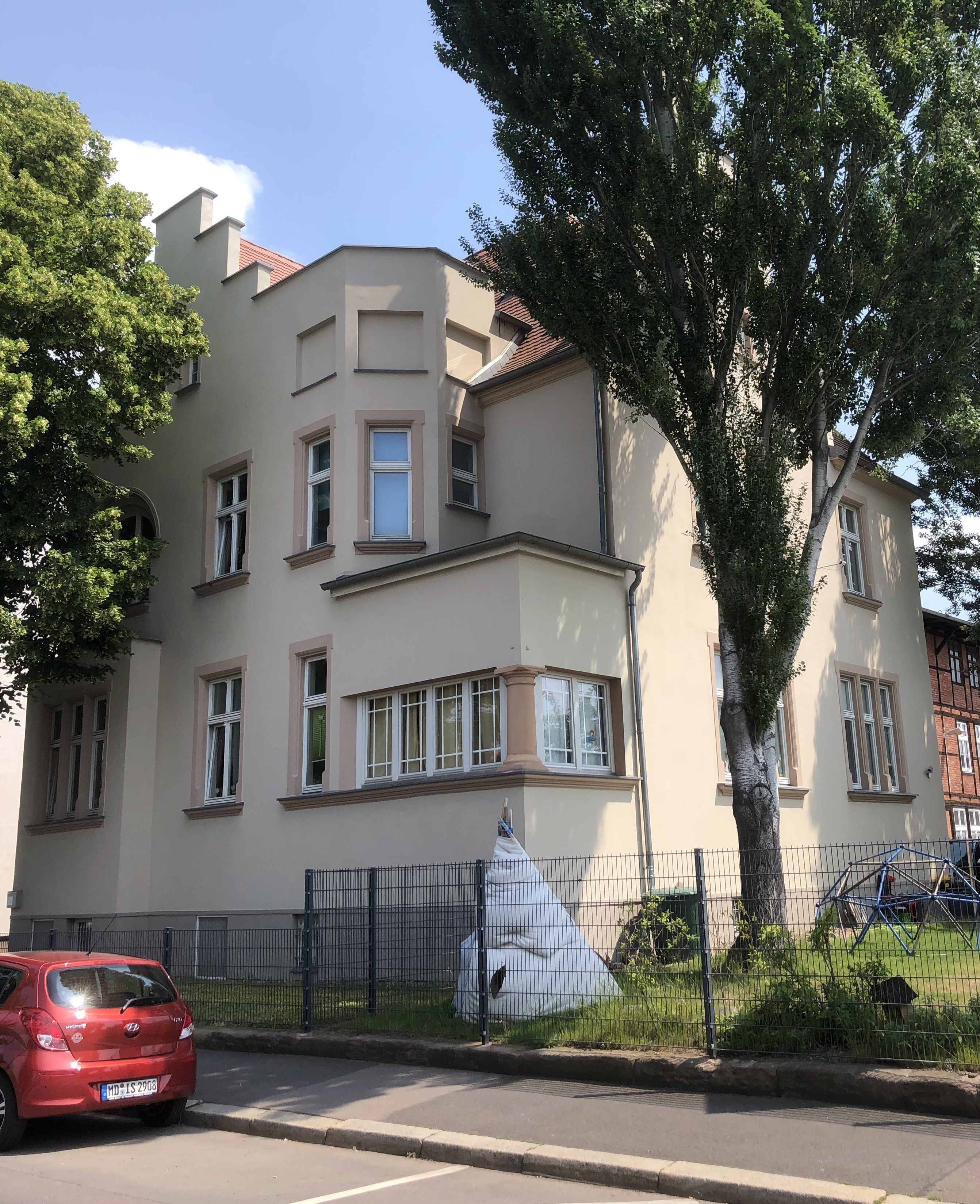
Direktorenvilla an der Porsestraße

Die Maschinen- und Armaturenfabrik vormals C. Louis Strube AG war eine Maschinen- und Armaturenfabrik in Magdeburg im heutigen Sachsen-Anhalt. Teile der Fabrikanlage stehen unter Denkmalschutz.

## Lage
Die Fabrikanlage liegt an der Ostseite der Porsestraße im Magdeburger Stadtteil Buckau, die offizielle Adresse lautet Porsestraße 19. Nördlich grenzt die geschlossene Wohnbebauung der Basedowstraße an das Fabrikgelände.

## Architektur und Geschichte
Das Unternehmen wurde 1864 als mechanische Werkstatt von den Schlossern Conrad Louis Strube (1838–1899) und Behl gegründet. Es wurden vier Arbeiter im Haus von Strubes Schwiegervater an der Schönebecker Straße beschäftigt. Schon 1865 erfolgte eine Umfirmierung in Strube & Ebe, bis Strube 1866 alleiniger Inhaber wurde und die Firma C. L. Strube lautete. 1874 beschäftigte das Unternehmen 142 Mitarbeiter.
Das heute Werksgelände wurde ab 1879 um einen Hof herum bebaut. In der unmittelbaren Nachbarschaft wurde mehrgeschossiger Wohnungsbau errichtet. Zuvor gehörte das Betriebsareal, damals an der Ecke Bahnhofstraße / Stiftsstraße gelegen, dem Fabrikanten Otto Prange. Es entstand eine Eisengießerei und Formerei. Strube ließ zwei Fabrik- und ein Verwaltungsgebäude errichten. In einem der Gebäude arbeiteten die Werkzeugmacher sowie eine Schmiede, Dreherei und ein Probierraum. Im anderen Bau war der Manometerbau gemeinsam mit Schlosserei und Tischlerei untergebracht. Es gab weiterhin eine Metallgießerei und ein Montagegebäude. In einer Zweigstelle befanden sich ein Schuppen für Material und der Modellraum. Zum Teil ist das historische Raster aus gusseisernen Stützen erhalten geblieben.
Im Jahr 1884 wurde an der Nordseite des Grundstücks ein dreigeschossiger Fachwerkbau mit ausgemauerten Gefachen errichtet. In dem durch den Maurermeister Ernst Reppin entworfenen und ausgeführten Bau wurden das Modelllager und der Pferdestall untergebracht.
Rückwirkend zum 1. April 1888 wurde das Unternehmen am 27. März 1889 in eine Aktiengesellschaft umgewandelt. Das Kapital umfasste 1,5 Millionen Mark. Ein Aktionär war der Magdeburger Unternehmer Rudolf Ernst Wolf.
1892 wurde auf dem Eckgrundstück Basedowstraße 15/17 / Klosterbergestraße das von Conrad Louis Strube finanzierte Evangelische Vereinsheim Strubesche Stiftung fertiggestellt, das auch den in der unmittelbaren Umgebung wohnenden Arbeitern des Untersnehmens zugutekam und heute gleichfalls unter Denkmalschutz steht.
1898 entstand an der Porsestraße die Direktorenvilla des Werks, die nach Entwurf der Magdeburger Architekten Robert Meißner und Adolf Liborius ausgeführt wurde. Im gleichen Jahr wurde – wiederum nach Plänen von Ernst Reppin – die Modelltischlerei als zweigeschossiger Bau mit Dachgeschoss gebaut.
1913 wurde das Unternehmen von den Polte-Werken übernommen, bestand jedoch als eigene Gesellschaft weiter. 1935 wurden 801 Mitarbeiter (678 Arbeiter, 98 Angestellte und 25 Lehrlinge) beschäftigt. Bis 1938 war die Beschäftigtenzahl auf 1210 Personen (982 Arbeiter, 151 Angestellte und 77 Lehrlinge) gestiegen. Gebaut wurden Dampfentwässerer, Dampfstrahlapparate, Dampfventile, Niederhub- und Vollhub-Sicherheitsventile sowie Wasserstandsanzeiger.
Im Jahr 1937 entstand als Erweiterung ein fünfgeschossiges Gebäude, das die Anlage bis heute (Stand 2021) architektonisch dominiert. Dieser turmartig angelegte Ziegelbau ist durch Elemente aus Sichtbeton und horizontale Fensterbänder gegliedert und mit einem Flachdach gedeckt.
Ab 1948 war der Betrieb Teil des VEB SANAR Großarmaturenfabrik Magdeburg. Ab 1952 gehörte die Anlage dann zum VEB Schwerarmaturenwerk „Erich Weinert“.
Nach der Liste der Kulturdenkmale in Buckau ist die Fabrik unter der Erfassungsnummer 094 71133 als Baudenkmal verzeichnet.
Die Fabrikanlage gilt als bedeutend für die Magdeburger Industriegeschichte. Der Bau von 1937 wird als Beispiel für die Weiterwirkung des Neuen Bauens der 1920er Jahre in der Zeit des Nationalsozialismus betrachtet.